# Holtenbroek

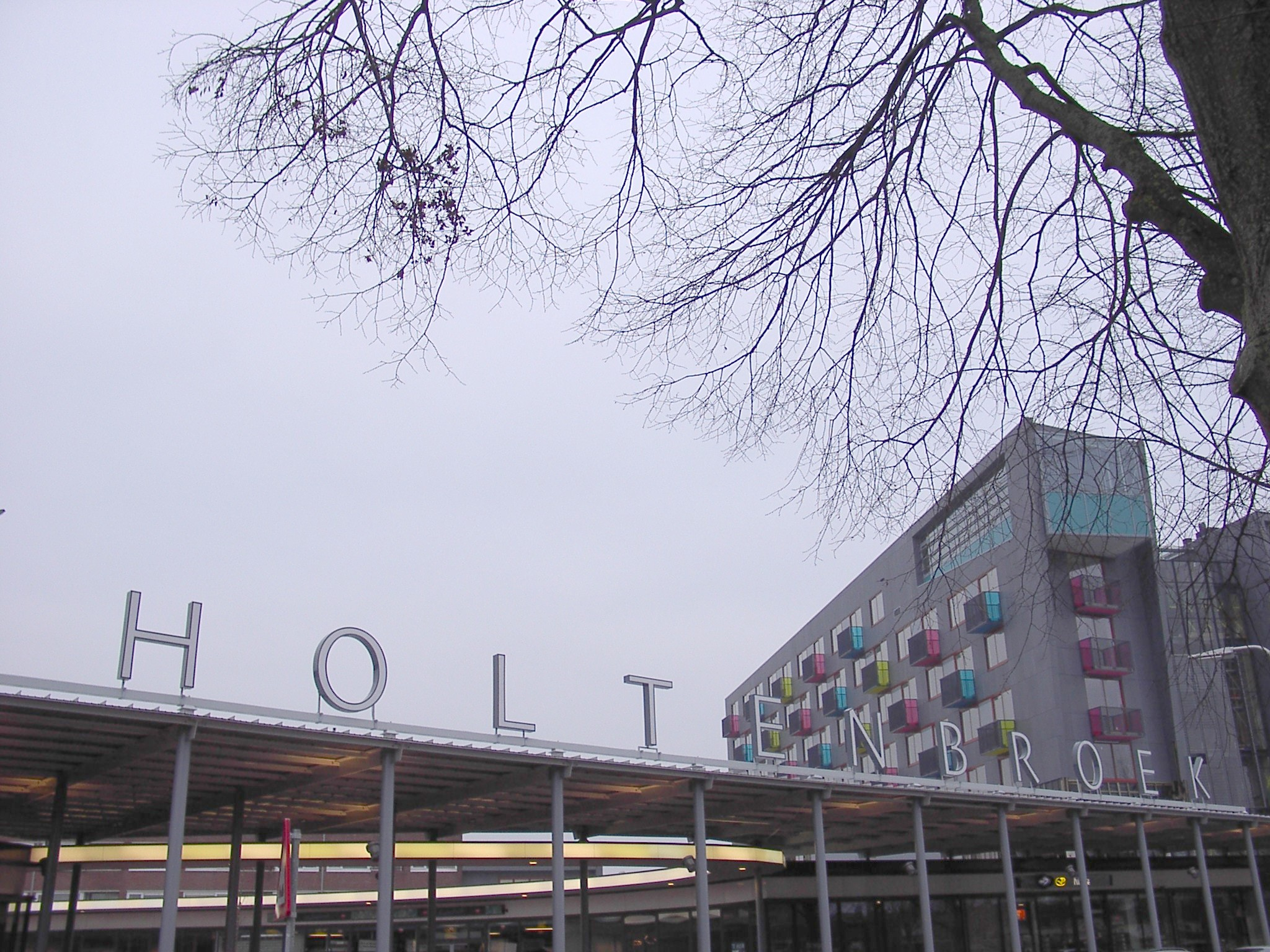
Het winkelcentrum is geheel herbouwd in 2005/2006

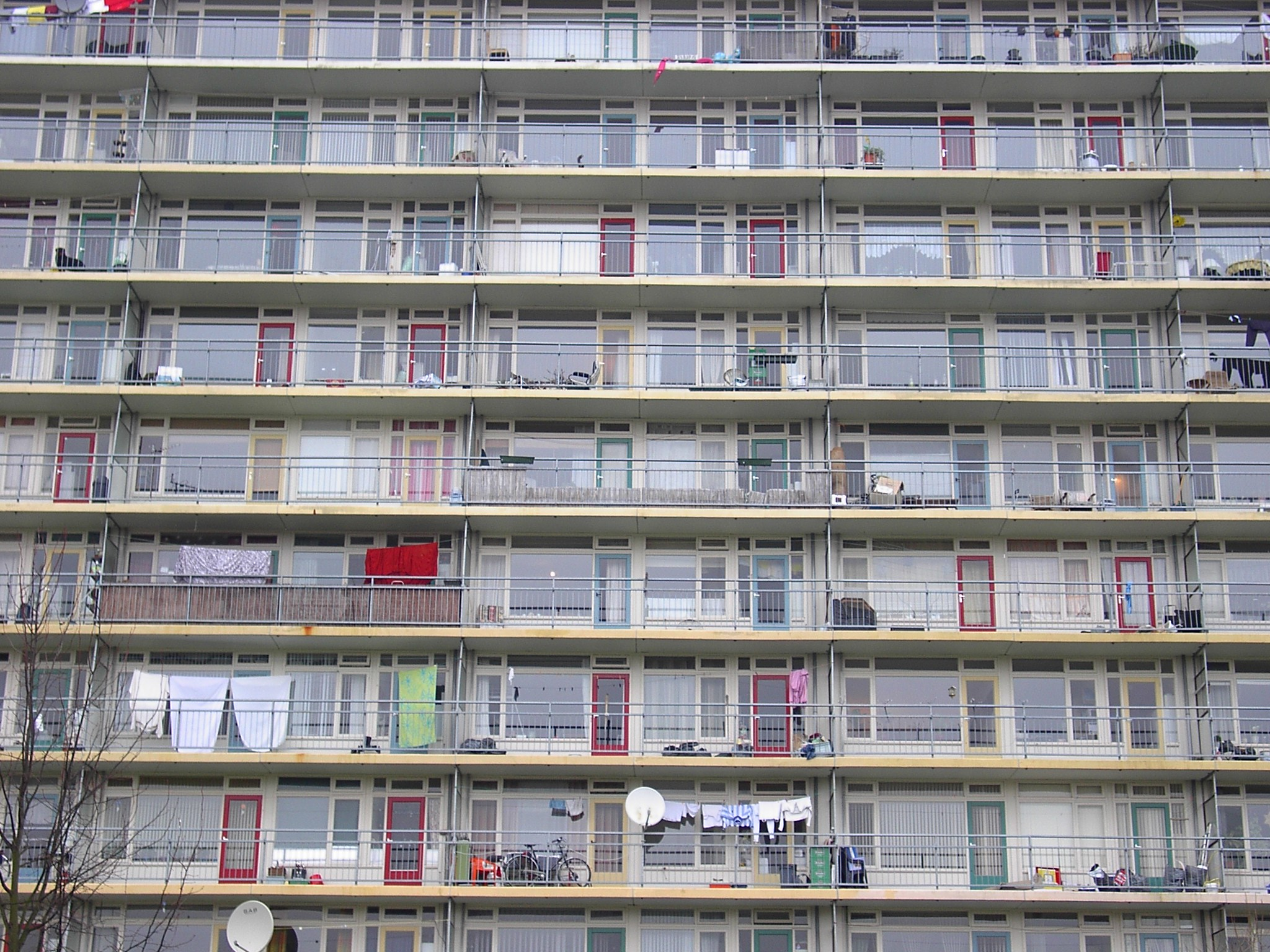
De Louis Armstrong Flat aan de Palestrinalaan

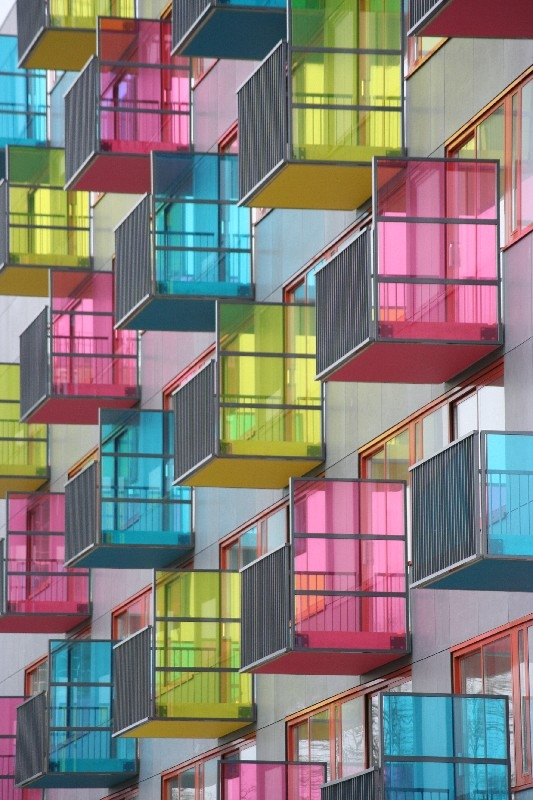
Kleurrijke balkons boven het winkelcentrum aan het Bachplein

Holtenbroek is een woonwijk in de Overijsselse hoofdstad Zwolle.

## Geschiedenis
Van oorsprong is het gebied waar de wijk is gesitueerd een moerasgebied. Dit is ook op te maken uit het achtervoegsel broek in de naam. Dit betekent namelijk laag en drassig land. Later werd het gebied ingepolderd.
In de 19e eeuw was op deze plek de stadsmesthoop gelegen. Het organische afval uit de stad werd hier omgezet tot mest. Dit werd verkocht.
Op 17 september 1958 sloeg minister van Volkshuisvesting Herman Witte de eerste paal voor de nieuw te bouwen wijk Holtenbroek. Door de bouw van de wijk verdween het polderlandschap en ook ruim 50 boerderijen. Alleen boerderij De Klooienberg bleef over en werd ingericht als jeugd-/wijkboerderij.
De wijk is opgezet volgens het stedenbouwkundige principe van de functionele stad. De verhouding tussen laagbouw en hoogbouw bedraagt 30% - 70%. Bovendien zijn er enkele torenflats gebouwd.
De wijk bevat vier buurten, te weten:
- Holtenbroek I (zuidwestelijk deel)
- Holtenbroek II (noordwestelijk deel)
- Holtenbroek III (noordoostelijk deel)
- Holtenbroek IV (zuidoostelijk deel)

## Demografie
Er zijn ruim 4400 woningen gebouwd die onderdak zouden geven aan ongeveer 15.000 mensen. Anno 2011 wonen er een kleine 10.000 mensen in circa 5000 huishoudens. De wijk heeft veel huishoudens met een laag inkomen. Holtenbroek is een multiculturele wijk. Sinds 1997 maakt de gemeente Zwolle deel uit van het Grotestedenbeleid van de regering en zijn er extra middelen beschikbaar gekomen om de problemen in de wijk aan te pakken.

## Geografie
De Twistvlietbrug en de Mastenbroekerbrug verbinden Holtenbroek met Stadshagen.

## Vernieuwing van de wijk
Om de wijk een sociale impuls te geven, is het oudste deel van de wijk, Holtenbroek I, ingrijpend vernieuwd tussen 2003 en 2016. In opdracht van twee woningcorporaties zijn door het Projectteam Holtenbroek I, ruim 450 woningen in oude portiekflats gesloopt en vervangen door ongeveer 350 nieuwe woningen. Hiervan is 70% bestemd voor de verkoop. Ook het winkelcentrum Bachplein is vernieuwd en uitgebreid, er is een nieuw wijkcentrum gekomen en het Deltion College heeft aan de rand van de wijk een groot nieuw schoolgebouw voor zijn 16.000 studenten laten bouwen. Ten slotte zijn de flats op de Bachlaan, in het deel Holtenbroek II gesloopt en vervangen door woningen en appartementencomplexen.

### Trapjeswijk wordt Muziekwijk
Bij de bouw van het eerste deel van de wijk in Zwolle Noord, Holtenbroek I, werden naast een groot aantal flatwoningen ook split-level woningen gebouwd met een trap aan de voorkant. Deze karakteristieke trapjeswoningen leverden dit deel van Holtenbroek de naam Trapjeswijk op. In 2003 werd begonnen aan de vernieuwing van het oudste gedeelte van Holtenbroek, de trapjeswoningen zouden worden gerenoveerd. Omdat dit financieel niet haalbaar bleek is de gehele trapjeswijk gesloopt. In 2013 kwam nieuwbouw gereed die de naam Muziekwijk kreeg.

## Trivia
- De Louis Armstrong Flat aan de Palestrinalaan en de Monteverdi Flat aan de Monteverdilaan zijn te zien in de clip Verre Oosten van de Zwolse rapformatie Opgezwolle. Opgezwolle lid Sticks is opgegroeid in Holtenbroek.

Wijken: Aa-landen · Assendorp · Berkum · Binnenstad · Diezerpoort · Hanzeland · Holtenbroek · Ittersum · Kamperpoort-Veerallee · Marsweteringlanden · Poort van Zwolle · Schelle · Soestweteringlanden · Stadshagen · Vechtlanden · Westenholte · Wipstrik

Buurten: Aalanden-Midden · -Noord · -Oost · -Zuid · Bagijneweide · Berkum · Binnenstad-Noord · -Zuid · Bollebieste · Breecamp · Breezicht · Brinkhoek · De Tippe · Dieze-Centrum · Frankhuis · Gerenbroek · Gerenlanden · Geren · Haerst · Hanzeland · Harculo en Hoog-Zuthem · Herfte · Het Noorden · Hogenkamp · Holtenbroek I · II · III · IV · Indische Buurt · Ittersumerbroek · Ittersumerlanden · Kamperpoort  · Katerveer-Engelse Werk · Langenholte · Mastenbroek · Meppelerstraatweg-Zuid · Milligen · Nieuw-Assendorp · Noordereiland · Oldenelerbroek · Oldenelerlanden-Oost · -West · Oud-Assendorp · Oud-Westenholte · Oud Ittersum · Oud Schelle · Pierik · Schelle-Zuid en Oldeneel · Schellerbroek · Schellerhoek · Schellerlanden · Schildersbuurt · Schoonhorst · Spoolde · Stadsbroek · Stationsbuurt · Tolhuislanden · Veerallee · Veldhoek · Vreugderijk · Werkeren · Westenholte-Stins · Wezenlanden · Wijthmen · Windesheim · Wipstrik-Noord · -Zuid · Zwolle-Zuid

Bedrijventerreinen: Floresstraat · Hanzeland · Hessenpoort · Marslanden (-Noord · -Zuid) · Oosterenk · Voorst (Voorst-A · Voorst-B · Voorst-C) · Voorsterpoort · De Vrolijkheid